# Galveston (Indiana)
Galveston és una població dels Estats Units a l'estat d'Indiana. Segons el cens del 2006 tenia 1.460 habitants.

## Demografia
Segons el cens del 2000, Galveston tenia 1.532 habitants, 615 habitatges, i 448 famílies. La densitat de població era de 1.037,7 habitants/km².
Dels 615 habitatges en un 34,6% hi vivien nens de menys de 18 anys, en un 58,5% hi vivien parelles casades, en un 10,4% dones solteres, i en un 27% no eren unitats familiars. En el 23,7% dels habitatges hi vivien persones soles el 7,3% de les quals corresponia a persones de 65 anys o més que vivien soles. El nombre mitjà de persones vivint en cada habitatge era de 2,49 i el nombre mitjà de persones que vivien en cada família era de 2,95.
Per edats la població es repartia de la següent manera: un 25,8% tenia menys de 18 anys, un 9,9% entre 18 i 24, un 28,4% entre 25 i 44, un 24,8% de 45 a 60 i un 11% 65 anys o més.
L'edat mediana era de 35 anys. Per cada 100 dones de 18 o més anys hi havia 90,6 homes.
La renda mediana per habitatge era de 45.450$ i la renda mediana per família de 48.942$. Els homes tenien una renda mediana de 35.000$ mentre que les dones 24.250$. La renda per capita de la població era de 22.880$. Entorn del 3,4% de les famílies i el 4,4% de la població estaven per davall del llindar de pobresa.

## Poblacions més properes
El següent diagrama mostra les poblacions més properes.